# Liatongus fulvostriatus
Liatongus fulvostriatus là một loài bọ cánh cứng trong họ Bọ hung (Scarabaeidae).